# ダニエル・ラム＝ハント
ダニエル・エドワード・ラム=ハント（Daniel Edward Lamb-Hunt , 1987年5月20日 - ）は、ニュージーランド・オークランド出身の野球選手（内野手）。

## 経歴
2005年にアトランタ・ブレーブスと契約を結んだが、マイナーでの試合に出場することなく退団している。
その後は、ABLやブンデスリーガでプレーしている。2012年時点では、ABLのブリスベン・バンディッツに所属している。
2012年には台湾で開催された第3回WBC予選のニュージーランド代表に選ばれた。

## 選手としての特徴
多くのニュージーランドの選手の例に漏れず、ソフトボールからの転向組である。